# Leucopis gilva
Leucopis gilva är en tvåvingeart som beskrevs av Seguy 1953. Leucopis gilva ingår i släktet Leucopis och familjen markflugor.
Artens utbredningsområde är Mauretanien. Inga underarter finns listade i Catalogue of Life.